# Ани Хоанг
Ани Фук Чонг Хоанг (на виетнамски: Ani Chông Phúc Hoàng) е българска попфолк певица.

## Биография
Ани Хоанг е родена на 1 август 1991 г. в София.
През март 2010 година записва първата си песен „Кой си ти“ с малкия издател „Риъл Ентърпрайзис“. В началото на 2011 година записва с режисьора на попфолк видеоклипове Люси песента „Не вярвам“, а през април сключва договор с водещия попфолк издател „Пайнер“. На 8 април 2011 излиза видеоклипа към „Не вярвам“. Лентата е изцяло в азиатски стил и включва нинджи и дракон.[източник? (Поискан преди 4 дни)] Втората ѝ песен с „Пайнер“ – „Лекарство за мъж“, излиза на 17 юни 2011. Песента постига значителен успех в класациите, достигайки 10-ото място в класацията „50-те най“ на музикалния портал „Сигнал“. Следващата песен на Ани Хоанг носи името „И се будя пак“ и се появява в ефира на телевизия „Планета“ през есента на 2011 година. На 17 декември излиза клипът към песента „Неподготвен“. За Коледната програма на „Планета“, Ани заснема баладата „Тази нощ“, а малко след това представя и нова песен с видео „Луда обич“. През март 2012 г. Ани Хоанг печели награди за дебют през 2011 г. последователно на годишните награди на телевизия „Планета“ и на списание „Нов фолк“.
В началото на 2012 Ани Хоанг се сгодява за Люси.
В края на февруари излиза новата песен на Ани, озаглавена „Виетнамчето“. С вокали в песента се включва Илиян. На 7 юни излиза най-новия проект на певицата, който е озаглавен „Скрий му очите“. След месец Крум и Ани Хоанг излиза клипът към песента – „Целувай и хапи“. Следват го „Точно по мярка“, „Ако питаш пиян ли съм“. Новият видеоклип на Ани Хоанг и Люси бе промотиран днес. Лентата е към парчето „Малко шум за Ани Хоанг“.
В началото на 2014 г. излиза най-новия проект на певицата – „Да го правим“. Новото видео на Ани Хоанг е към песента – „Официално бивша“ излиза през юни. Тя е по музика на Ави Бенеди. Съвместният проект на Галин, Кристиана и Ани Хоанг бе промотиран на 21 юли – „Между нас“ е заглавието на парчето на новото трио в попфолка, който включи в сюжетната линия именитата актриса Латинка Петрова. В края на годината Ани Хоанг представи новата си песен – „Благодаря ти“ в празничната програма на телевизия „Планета“, а клипа излиза в началото на месец март.
На 23 април 2015 излиза новото видео към новата песен – „Имам новина“. Хореографията е изпълнена от балет Fame. На 23 септември излиза новия ѝ видеоклип, който е към сингъла „Като нощ и ден“. В края на годината Ани Хоанг представи новия си проект, озаглавен „Няма да те бавя“.
На 21 април излиза новото видео към хип-хоп ремикс на песента „Луда обич“, като в нея участва рапърът Dgs Onemiconemc. В този година излиза най-новия рап проект на певицата, озаглавен „К'во ме гледаш“.
На 1 декември излиза новият дует с рапър N.A.S.O „И взривявам“.

## Дискография

### Студийни албуми
- Лекарство за мъж (2013)[26]

## Награди
| Година | Получател | Награда           | Връчител                               |
| ------ | --------- | ----------------- | -------------------------------------- |
| 2012   | Ани Хоанг | Дебют на годината | Годишни награди на ТВ „Планета”        |
| 2012   | Ани Хоанг | Дебют на годината | Годишни награди на списание „Нов фолк“ |
| 2012   | Ани Хоанг | Дебют на годината | Награди на Радио „Романтика“           |